# Izraelské bezpečnostní složky
Bezpečnostní složky tvoří v Izraeli řada organizací, včetně státních orgánů, vojenských, polovojenských, vládních a zpravodajských agentur.

## Vojenské
- Izraelské obranné síly – armáda sestávající z pozemních sil, letectva a námořnictva

## Policejní
- Izraelská policie – civilní bezpečnostní složka. Mezi její povinnosti patří, obdobně jako u jiných policejních složek na světě, boj se zločinem, dopravní kontrola a udržování veřejného pořádku.
- Izraelská hraniční policie (Magav) – pohraniční složka izraelské policie. Jednotky hraniční policie jsou trénovány izraelskou armádou, ale jsou podřízeny policii. Je rozmístěna na Západním břehu Jordánu, na venkově a podél izraelských hranic.

## Zpravodajské
- Šin Bet (Šabak) – hlavní bezpečnostní služba zaměřená na vnitřní bezpečnost Izraele a plnící kontrarozvědné úkoly.
- Mosad – zpravodajská služba Izraele s vnějším polem působnosti (tj. rozvědka).
- Aman – zpravodajský útvar izraelské armády založený v prosinci 1950. Podléhá přímo náčelníkovi Generálního štábu a zodpovídá se ministrovi obrany.

## Pohotovostní složky
- Magen David Adom (Červená Davidova hvězda) – národní zdravotnická záchranná služba (ZZS), která kromě záchranné služby zajišťuje také národní transfúzní službu a školení záchranářů, lékařů, paramediků a laiků.
- Izraelské požární a záchranné složky – zodpovědné za uhašení požárů a vyproštění obyvatel ze zasažených objektů.
- Velitelství domácí fronty – součást izraelské armády. Jedná se o vojenský záchranný tým, který je nasazován při velkých civilních katastrofách, jako například při zemětřesení.
- ZAKA – nevládní dobrovolnická záchranářská organizace, která asistuje členům posádky ambulancí, pomáhá identifikovat oběti terorismu, při dopravních nehodách a jiných katastrofách. Rovněž dobrovolníci z organizace ZAKA poskytují první pomoc a nezbytné ošetření a pomáhají pátrat po pohřešovaných osobách.
- Jednotka 669 – letecká záchranná služba izraelské armády.
- 11 místních záchranných týmů (např. v Galileji, na Golanských výšinách, v Negevské poušti)

## Další organizace
- Izraelská vězeňská služba (Šabas) – bezpečnostní organizace, která je nedílnou součástí izraelského systému soudních orgánů. Mezi její hlavní povinnosti patří zajištění výkonu vazby a výkonu trestu odnětí svobody.
- Stráž Knesetu – organizace odpovědná za bezpečnost budovy Knesetu a ochranu jeho poslanců.